# Verneiges
Verneiges is een gemeente in het Franse departement Creuse (regio Nouvelle-Aquitaine) en telt 100 inwoners (2009). De plaats maakt deel uit van het arrondissement Aubusson.

## Geografie
De oppervlakte van Verneiges bedraagt 7,9 km², de bevolkingsdichtheid is dus 12,7 inwoners per km².

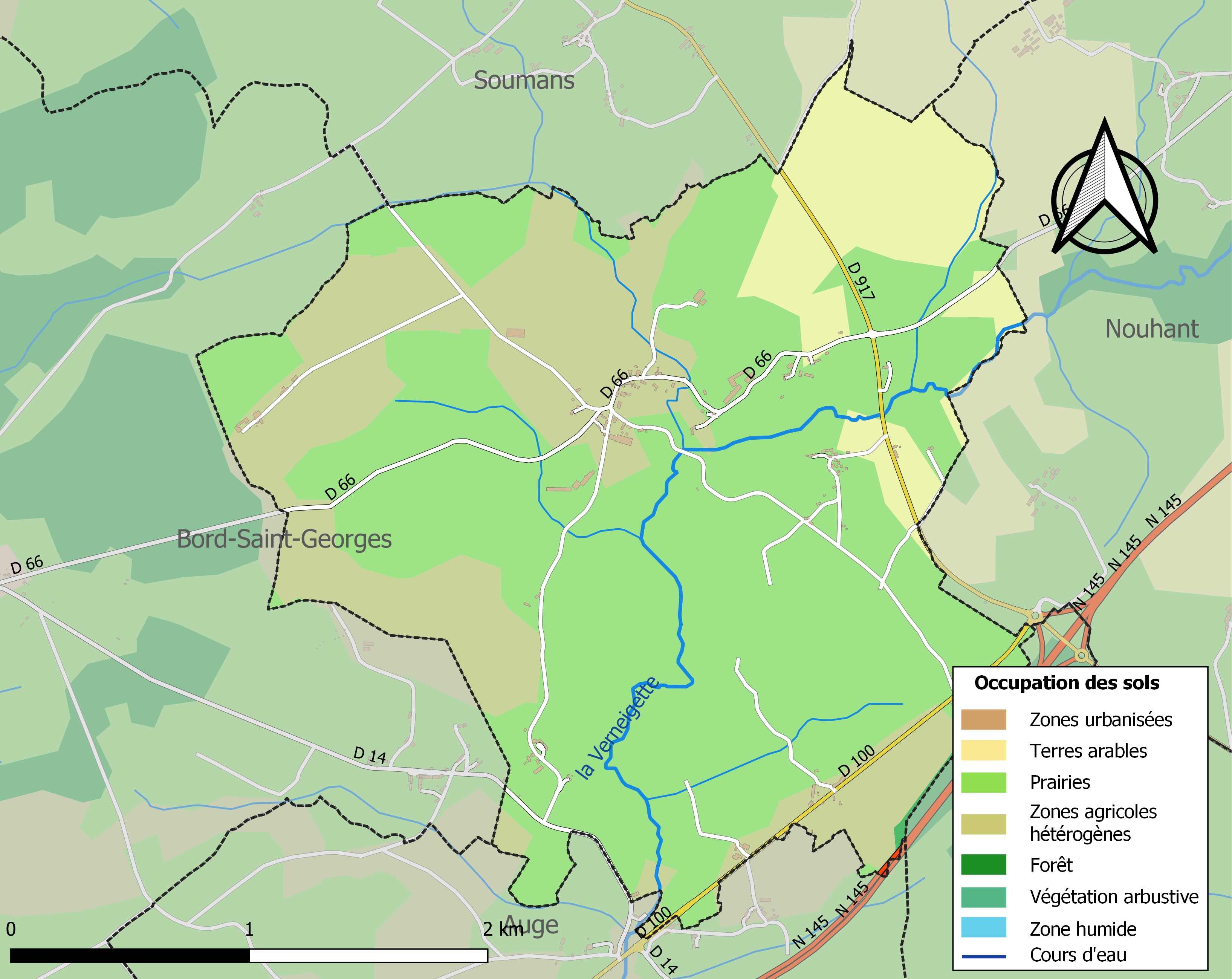
Kaart van de gemeente met de belangrijkste infrastructuur, bodemgebruik en omliggende gemeenten

## Demografie
Onderstaande figuur toont het verloop van het inwonertal (bron: INSEE-tellingen).